# Estàndards Federals de Processament de la Informació
Els Federal Information Processing Standards (FIPS, en català Estàndards Federals de Processament de la Informació) són estàndards anunciats públicament i desenvolupats pel govern dels Estats Units d'Amèrica per a la utilització per part de totes les agències del govern no militars i pels contractistes del govern. Molts estàndards FIPS són versions modificades dels estàndards usats en les comunitats més àmplies (ANSI, IEEE, ISO, etc.).
Alguns estàndards FIPS van ser desenvolupats originalment pel govern dels Estats Units com, per exemple, els estàndards per codificar dades, però més significativament alguns estàndards de xifratge, tals com el Data Encryption Standard (FIPS 46) i l'Advanced Encryption Standard (FIPS 197).
Exemples d'estàndards FIPS:
- Codis de districte de dues lletres FIPS (10-4)
- Codis de lloc FIPS (55-3)
- Codis de comtat FIPS (6-4)
- Codis d'estat FIPS (5-2)

Tots aquests són similars o comparables als ISO 3166, o l'estàndard NUTS (Nomenclatura d'Unitats Territorials Estadístiques) de la Unió Europea.